# Burg Matsumae
Die Burg Matsumae (japanisch 松前城, Matsumae-jō) befindet sich in Matsumae in der Präfektur Hokkaidō. In der Edo-Zeit residierten dort die Matsumae als kleine Tozama-Daimyō.

## Geschichte

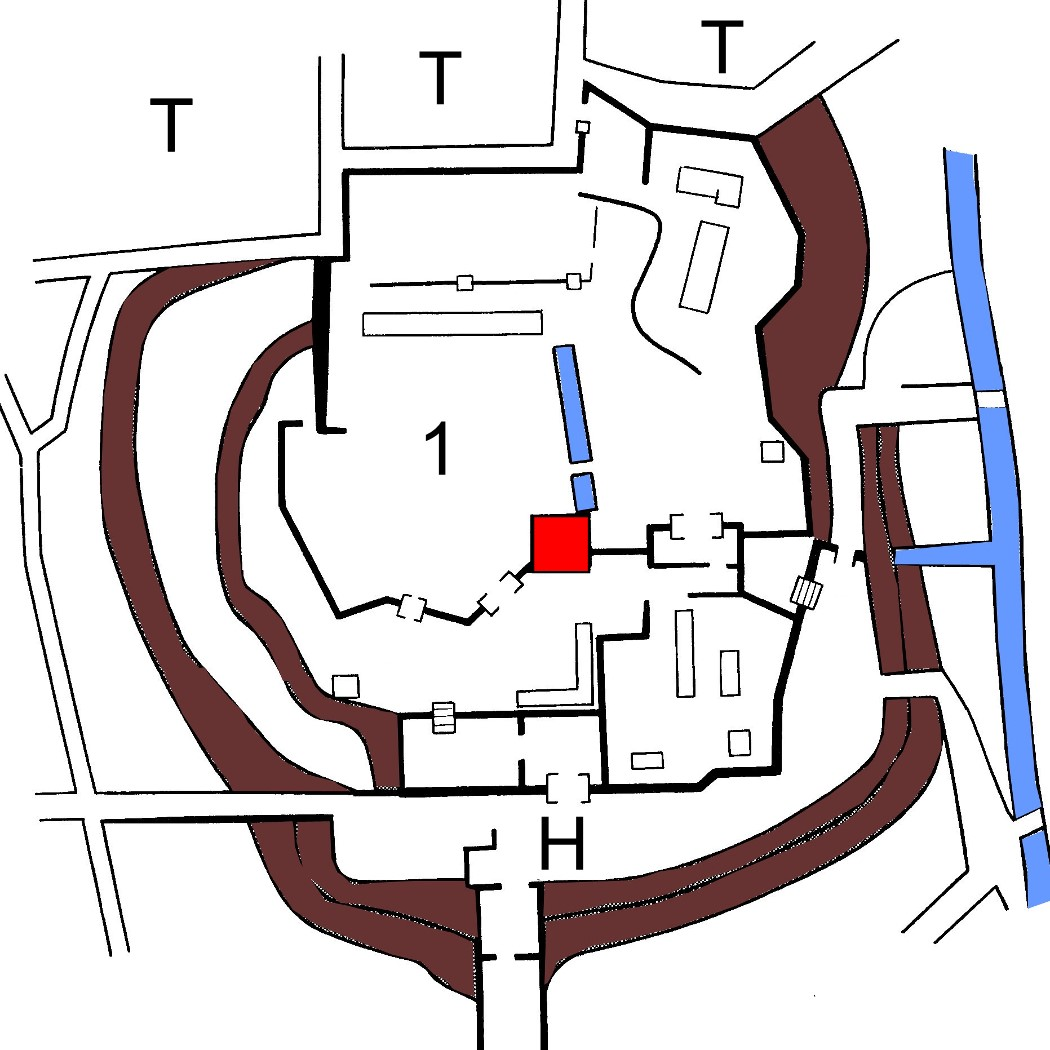
Plan der Burg 1: Hommaru H: Haupttor Rot: Burgturm
T: Tempelstadt

Die Matsumae, sie hießen ursprünglich Kakizaki (蠣崎), waren seit dem 15. Jahrhundert auf Hokkaidō aktiv. Nach der Machtübernahme durch Tokugawa Ieyasu wurde Matsumae Yoshihiro (松前 慶広; 1550–1618) 1604 als Verwalter von Hokkaidō (damals noch Ezochi genannt) bestätigt. 1608 war ein Festes Haus (陣屋, jin’ya) mit dem Namen Fukuyama-date (福山館) fertiggestellt. 1719 konnte sich Matsumae Norihiro (松前 矩広; 1660–1721) mit einem Einkommen von mehr als 10.000 Koku zu den Daimyō rechnen.
Um 1850 begann das Oberhaupt des Matsumae-Klans, Matsumae Takahiro (松前 宗広), mit dem Bau der Burg Matsumae, nachdem bis dahin das Shogunat keine Erlaubnis gegeben hatte. Mit der zunehmenden Bedrohung durch europäische Schiffe um Hokkaidō reichte das Fukutama-date als Stützpunkt nicht mehr aus. Die Anlage wurde vom Militärsachverständigen des Takasaki-han, Ichikawa Ichigaku (市川 一学; 1778–1858) entworfen und war nach vier Jahren fertiggestellt. Sie war eine Burg nach Maßstäben der Zeit, aber als bald danach im Boshin-Krieg Hijigata Toshizō (土方 歳三; 1835–1869) sie für die Tokugawa verteidigte, musste er sie wegen ihrer schwachen Nordseite aufgeben.
Die Burg Matsumae war die letzte, die nach herkömmlichen Vorstellungen gebaut worden ist. Immerhin besaß sie auf der dem Meer zugewandten Seite sieben Stellungen für Kanonen.
Nachdem 1871 die alten Provinzen aufgelöst und die Präfekturen eingerichtet worden waren, wurden der größte Teil der Burg abgetragen. Erhalten geblieben waren der dreistöckige Burgturm, das Tor zum Hommaru, der Hauptteil der Residenz. Das Tor existiert noch, die Residenz und auch der Burgturm gingen 1949 bei einem Brand verloren. Der Burgturm wurde jedoch wieder aufgebaut.